# Zalaba
Zalaba é um município da Eslováquia, situado no distrito de Levice, na região de Nitra. Tem 7,35 km² de área e sua população em 2018 foi estimada em 178 habitantes.

## Demografia
| Ano:        | 1994 | 2004   | 2014   | 2024    |
| ----------- | ---- | ------ | ------ | ------- |
| Broj ljudi: | 171  | 167    | 180    | 131     |
| Razlika:    |      | -2,33% | +7,78% | -27,22% |

| Ano:               | 2023 | 2024   |
| ------------------ | ---- | ------ |
| Número de pessoas: | 136  | 131    |
| Diferença:         |      | -3,67% |